# Bridges (Lied)

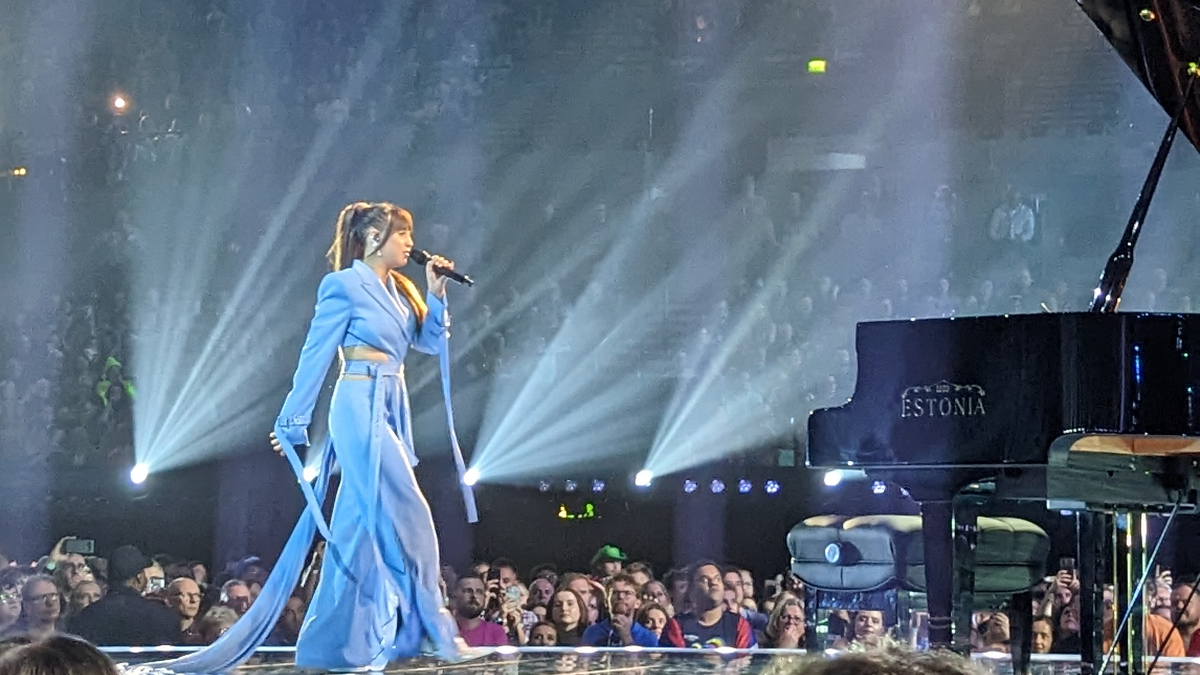
Alika bei ihrem ESC Auftritt des Liedes Bridges im Jahr 2023.

Bridges ist ein Lied der estnischen Sängerin Alika. Mit dem Titel vertrat sie Estland beim Eurovision Song Contest 2023 in Liverpool.

## Hintergrund
Der Song wurde von Alika mit Wouter Hardy und Nina Sampermans geschrieben. Es handelt sich um einen Popsong, eine Ballade, die mit einem Klavierintro beginnt und sich dann steigert. Der Titel wurde als „sehr emotional“ beschrieben. Im Songtext geht es um einen Neuanfang, die Herausforderung, manchmal alles hinter sich lassen zu müssen. Das Aufschlagen eines neuen Kapitels im Leben sei „oft angsteinflößend, aber hat auch immer etwas Positives“. Alika schrieb den Song, nachdem sie bei einer Songwritingsession zunächst Angstgefühle verspürt hatte. Nachdem sie diese abgelegt hatte, entstand Bridges binnen drei Stunden. Im Refrain geht es um Hoffnung:

„My song talks about hope in the choruses. I really, strongly believe that every person is strong enough to stand up and go forward.“

Der Song wurde am 2. Dezember 2022 veröffentlicht. Alika gewann damit am 11. Februar 2023 den estnischen Vorentscheid Eesti Laul 2023. Im Finale konnte sie sowohl die meisten Zuschauerstimmen als auch die meisten Jurypunkte auf sich vereinen. Dabei kam ihr zugute, dass sie bereits über eine Fanbasis verfügt, da sie 2021 die estnische Version von DSDS gewinnen konnte.

## Beim Eurovision Song Contest
Estland nahm mit dem Titel am 67. Eurovision Song Contest teil, der vom 9. bis 13. Mai 2023 stattfand. Bridges wurde dem zweiten Halbfinale zugelost und startete dort an vierter Stelle von 16 Teilnehmern. Es gelang mit 74 Punkten auf dem 10. Platz knapp der Einzug ins Finale, dort startete man von Startposition 12 und belegte in der Gesamtwertung mit insgesamt 100 Punkten den achten Platz.